# Ciacco dell'Anguillara
Ciacco dell'Anguillara (fl. XIII secolo) fu un poeta fiorentino del secolo XIII.
Ciacco, probabile ipocoristico di Jacopo o soprannome di "maiale", non è da identificare in nessuno degli autori omonimi che si ritrovano nei manoscritti del Duecento, e tanto meno con il Ciacco che interagisce con Dante nel VI canto dell'Inferno.
Nel Canzoniere Vaticano sono conservati due contrasti di carattere giullaresco, scritti in quartine di settenari doppi, con i titoli Giema laziosa e Part'io mi cavalcava. I due componimenti riportano il nome di Ciacco dell'Anguillara .